# 줄리우 디니스

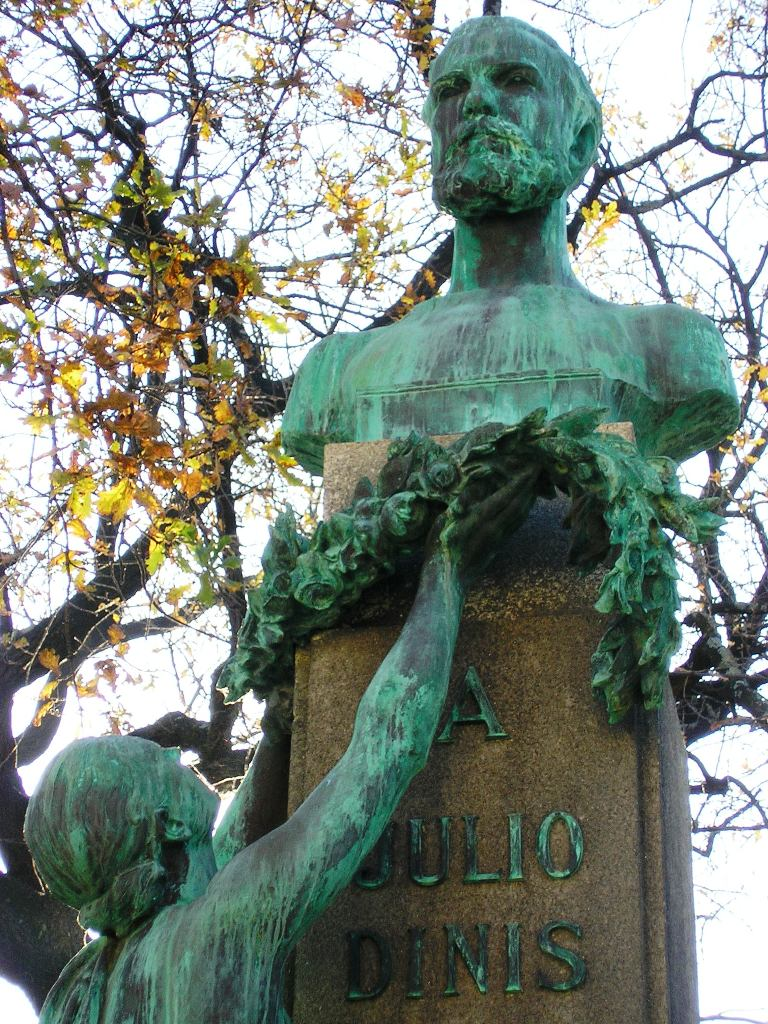

줄리우 디니스(Julio Dinis, 1839-1871)는 포르투갈의 소설가이다. 포르투 출신으로 본명은 조아킹 길례르므 고메스 코엘류(Joaquim Guilherme Gomes Coelho)라고 한다. <어떤 영국 사람의 가정>(1868)을 제외하고는 거의 미니오 지방의 전원소설을 써서 세상을 풍미했다. 부드러운 문장으로 청순한 사랑을 그렸으며 또 교훈적인 문체도 그 특색의 하나라고 할 수 있다. <교구장(敎區長)의 후견 아가씨들>(1867), <감자밭 주인의 외동딸>(1868) 등이 대표작으로 지금도 많은 부녀자들에게 인기가 있는 작품들이다.